# 李潤祺 (中國大陸)
李润祺（2001年10月31日—），出生于河南省郑州市，中国大陸创作歌手，就读于伯克利音乐学院。
2020年参加《明日之子乐团季》，以气运联盟乐团出道。现为中国大陸乐团气运联盟乐团主唱兼键盘手。

## 音乐作品
所属团体之共同音乐作品，请参阅气运联盟#音乐作品。

### 專輯
| 專輯 | 專輯資料                                       | 曲目 |
| 1st  | 《777》 - 發行日期：2022年11月4日 - 語言：中文 | 曲目 1. 4Wing 2. 我在溫暖的地方踹狗 3. 第一人稱 4. 明信片 5. Mode It 6. 第四十號大街 7. 薛定不得 8. 我討厭今天從昨天就討厭 9. 快點 10. 天賦 |

### 单曲
| 發行年份 | 发行日期 | 歌名           | 收录专辑                            | 作词 | 作曲 | 编曲 | 备注                  |
| 2020年   | 3月26日  | 需一           | 《需一》                            | ✓    | ✓    | ✓    |                       |
| 2020年   | 4月17日  | 需一           | 《需一（feat. 董唧唧）》            | ✓    | ✓    | ✓    |                       |
| 2020年   | 11月15日 | 茫             | 《茫》                              | ✓    | ✓    |      |                       |
| 2020年   | 6月29日  | 给夏天放块冰   | 《给夏天放块冰》                    | ✓    | ✓    |      | 肯德基K咖啡合作曲     |
| 2021 年  | 2月7日   | 请杀死我的浪漫 | 《请杀死我的浪漫》                  | ✓    | ✓    |      |                       |
| 2021 年  | 6月6日   | 做勇敢的大人   | 《做勇敢的大人》                    |      |      |      | 网易云毕业季合作曲    |
| 2021 年  | 7月30日  | 微风吹         | 《微风吹》                          | ✓    | ✓    | ✓    |                       |
| 2021 年  | 8月14日  | 别看我身边多   | 《别看我身边多》                    | ✓    | ✓    |      |                       |
| 2021 年  | 11月30日 | 树洞有光       | 《良言写意 电视原声音乐专辑》       |      |      |      | 电视剧《良言写意》ost |
| 2022年   | 1月19日  | 分飛           | 《分飞 (青春重置计划5 请回答1999)》 |      |      |      |                       |
| 2022年   | 2月13日  | 渾蛋之歌       | 《渾蛋之歌》                        | ✓    | ✓    |      |                       |
| 2022年   | 4月28日  | 外面下著雨     | 《外面下著雨》                      | ✓    | ✓    |      |                       |
| 2022年   | 6月21日  | 非但落幕       | 《非但落幕》                        | ✓    | ✓    | ✓    |                       |

### EP
| 名称      | 发行日期      | 收录歌曲                                              |
| Before.19 | 2021年8月14日 | 《茫》 《请杀死我的浪漫》 《微风吹》 《别看我身边多》 |

### 參與創作作品
只列出僅參與創作的作品。
| 发行日期       | 歌名           | 收录专辑 | 演唱者 | 作词 | 作曲 | 编曲 |
| 2019年4月22日  | 日月           | 《日月》 | 汪苏泷 | ✓    | ✓    |      |
| 2020年12月29日 | 听你说         | 《余光》 | 二珂   |      | ✓    |      |
| 2022年6月24日  | 請伴隨我一直跑 | 《澈》   | 翟瀟聞 | ✓    | ✓    |      |

## 个人争议
2023年4月4日，一位名叫“祖师妹”的网友发文晒多张图锤气运联盟成员李润祺，引发网友热议。该网友晒出多张与李润祺的照片，爆料男方和自己三年恋爱期间出轨pua包括冷暴力：写了5000字的始末，但现在只想说一句话。自私自我自负，没担当没责任感没边界感冷暴力，渣男这点东西全让你玩明白了。
一位名叫“kiki”的网友表示李润祺除了和祖师妹以外，也和自己交往过，而且对自己造成了很严重的伤害，要求对方公开道歉。
两名网友发文不久后，一位名叫“日常碎碎念选手小寒”的女孩爆料李润祺是个惯犯，和自己恋爱期间一样也出轨。根据该网友所说，两人确认关系的时候自己还在国内，结果自己刚出国念书2个月，李润祺就开启冷暴力逼她分手。
5日，李润祺发文回应此事，表示“和祖师妹是恋人关系，我们没有处理好情绪，无论未来如何，我都会真诚沟通面对”，“在过去的时光里，经历过几段情感，有很多难忘的回忆，也有一些遗憾和误会，感恩曾经的互相关爱和照顾，希望一切安好”，“感情是真诚的，但也有不成熟的地方，我没能处理好，抱歉这样被关注，也感谢大家的关注”。